# Gwandu
Gwandu es una localidad del estado de Kebbi, en Nigeria, con una población estimada en marzo de 2016 de 206 000 habitantes. La sede del gobierno del emirato y del distrito de este nombre esta en Birnin Kebbi, el cual es la capital del estado de Kebbi y fue la capital histórica del Reino de Kebbi. Fundado en el siglo dieciséis por los Kabbawa, hablantes del Hausa, hoy en día Gwandu actúa como uno de los cuatro emiratos que conforman el estado de Kebbi.
Se encuentra ubicada al noroeste del país, cerca de la confluencia del río Sokoto con el río Níger, y de la frontera con Níger y Benín.
El pueblo se volvió importante durante la Guerra fulani, y desde 1815 fue una de las dos capitales del imperio Fulani hasta que cayó bajo el control británico en 1903